# Аксакалкопа
Аксакалкопа (каз. Ақсақалқопа) — болото в Камыстинском районе Костанайской области Казахстана. Находится в 7 км к востоку от села Ливановка. Глубина болота — 1,7 м.
По данным топографической съёмки 1944 года являлось озером. Площадь поверхности озера составляет 4,56 км². Наибольшая длина озера — 3,5 км, наибольшая ширина — 2 км. Длина береговой линии составляет 8,6 км, развитие береговой линии — 1,12. Озеро расположено на высоте 233,1 м над уровнем моря.